# Krigsåret 2013

## Pågående krig
- Syriska inbördeskriget (2011- )

- Darfurkonflikten (2003-)

## Händelser
- Januari - Marinstridsdagarna.[1]

## Avlidna
- 8 juli – Nadezhda Popova, Sovjetunionens första kvinnliga stridspilot.
- 4 oktober – Vo Nguyen Giap, vietnamesisk general och försvarsminister.